# Asperula kemulariae
Asperula kemulariae är en måreväxtart som beskrevs av Ida P. Mandenova. Asperula kemulariae ingår i släktet färgmåror, och familjen måreväxter. Inga underarter finns listade i Catalogue of Life.